# Возоканський потік
Возоканський потік (словац. Vozokánsky potok) — річка в Словаччині, ліва притока Кецкого потоку, протікає в окрузі Левиці.
Довжина приблизно 5.0-5.5 км. Витік знаходиться в масиві Подунайські пагорби (геоморфологічна підодиниця Гронські пагорби); на висоті близько 205 метрів..
Протікає територією села Плаве Возокани. Впадає у Кецкий поток на висоті приблизно 155-160 метрів.